# رندی جرج
رندی جرج (انگلیسی: Randy George؛ زادهٔ ۱ نوامبر ۱۹۶۴) ژنرال نیروی زمینی ایالات متحده آمریکا است، که از سپتامبر ۲۰۲۳ به‌عنوان چهل و یکمین رئیس ستاد نیروی زمینی ایالات متحده آمریکا فعالیت می‌کند.
جرج فعالیت نظامی را در سال ۱۹۸۱ در نیروی زمینی آمریکا آغاز کرد، از ۲۰۱۷ تا ۲۰۱۹ فرمانده لشکر ۴ پیاده بود، از ۲۰۲۰ تا ۲۰۲۱ فرماندهی سپاه اول را برعهده داشت و از ۲۰۲۲ تا ۲۰۲۳ به‌عنوان سی و هشتمین جانشین رئیس ستاد نیروی زمینی آمریکا فعالیت می‌کرد. وی در جنگ خلیج فارس، جنگ عراق و جنگ افغانستان حضور داشته است.